# David Hackl
Pour les articles homonymes, voir Hackl.
David Hackl (né le 10 juin 1973 à Toronto) est un réalisateur et chef décorateur canadien.

## Biographie
Il a été le chef décorateur de Saw 2, Saw 3 et Saw 4. Il devait réaliser Saw 4, cependant, Darren Lynn Bousman est revenu en tant que réalisateur. David Hackl a réalisé Saw 5. On a d'abord signalé que Hackl dirigerait Saw 5 et Saw 6 puis Saw 3D : Chapitre final. Il a été rapporté plus tard que Hackl ne réaliserait que Saw 5 et que Saw 6 et Saw 3D : Chapitre final seront dirigés par Kevin Greutert, monteur des cinq premiers films.
Dans Saw 5, le grand piège final (ou test final), a été conçu par un jeune garçon, qui avait 7 ans quand il l'a dessiné, et qui n'est autre que Sean Hackl, le fils de David Hackl. Ces pièges sont décrits comme les plus terrifiants et dérangeants de toute la série de films.

## Filmographie

### comme réalisateur
- 2008 : Saw 5
- 2015 : Piégés (Into the Grizzly Maze) (TV)
- 2015 : Life on the Line
- 2018 : Représailles : La traque sauvage (Daughter of the Wolf)
- 2021 : Dangerous

### comme chef décorateur
- 2005 : Saw 2 de Darren Lynn Bousman
- 2006 : Saw 3 de Darren Lynn Bousman
- 2007 : Saw 4 de Darren Lynn Bousman